# Andrew Ross Sorkin

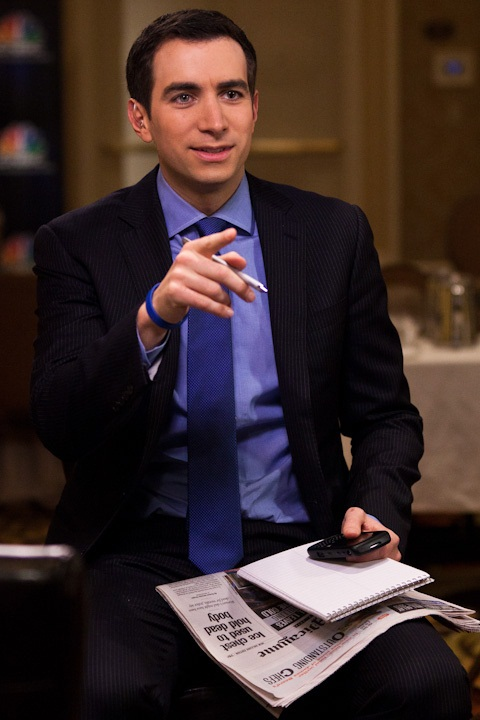
Andrew Ross Sorkin (2012)

Andrew Ross Sorkin (* 19. Februar 1977) ist ein amerikanischer Journalist und Buchautor. Er schreibt für die New York Times über die Finanzwelt und ist der verantwortliche Reporter für Mergers & Acquisitions. Daneben ist er Moderator des Morgenprogramms Squawk Box des amerikanischen Börsensenders CNBC.

## Leben
Sorkin machte seinen Highschool-Abschluss 1995 in Scarsdale und studierte danach an der Cornell University (Bachelor of Science 1999). Schon als Student arbeitete Sorkin bei den Zeitschriften The Times und Business Week. 1999 berichtete er aus London und wurde im Jahre 2000 in seine jetzige Position bei der New York Times berufen. 2001 gründete Sorkin den Finanz-Nachrichtendienst DealBook als Newsletter. Sorkin ist Mit-Erfinder der Fernsehserie Billions.
Sorkin ist Mitglied des New Yorker Council on Foreign Relations.
Sorkin ist seit 2007 verheiratet und lebt mit seiner Frau in Manhattan, New York City.

## Werk
- 2009: Too Big to Fail: The Inside Story of How Wall Street and Washington Fought to Save the Financial System – and Themselves, Viking, New York.
  - in deutscher Sprache: Die Unfehlbaren – Wie Dealer und Politiker nach der Lehmann-Pleite darum kämpften, das Finanzsystem zu retten... und sich selbst, DVA, München 2010, ISBN 978-3-421-04488-4.